# Savigny-en-Revermont
Savigny-en-Revermont és un municipi francès situat al departament de Saona i Loira i a la regió de Borgonya - Franc Comtat. L'any 2009 tenia 1.155 habitants.

## Història
| Data d'elecció                           | Identitat         | Partit | Qualitat |
| ---------------------------------------- | ----------------- | ------ | -------- |
| 2001-                                    | Routhier Philippe | UDF    |          |
| les dades anteriors no són pas conegudes |                   |        |          |
|                                          |                   |        |          |

## Demografia
| A partir de 1990: Població sense dobles comptes |